# Brothylus
Brothylus är ett släkte av skalbaggar. Brothylus ingår i familjen långhorningar.
Kladogram enligt Catalogue of Life:
| Brothylus | \| \| Brothylus conspersus \| \| \| \| \| \| Brothylus gemmulatus \| \| \| \| |
|           | \| \| Brothylus conspersus \| \| \| \| \| \| Brothylus gemmulatus \| \| \| \| |
|           | Brothylus conspersus                                                          |
|           |                                                                               |
|           | Brothylus gemmulatus                                                          |
|           |                                                                               |